# Маргао
Маргао (англ. Margao, конкани: मडगांव) — второй по величине город в Гоа, расположенный в 6 км от популярных пляжей Колва и Бенаулим, коммерческая столица штата, и административный центр округа Южный Гоа.

## Экономика
Маргао — коммерческая столица Гоа. Город иногда именуется Мадгаон, его отличают дороги хорошего качества и развитая сеть железнодорожных и авто путей сообщения. Маргао считается плодородным районом Гоа и является вотчиной нескольких семей крупных землевладельцев.

## История
Из часовни Монте, построенной на небольшом мысе в 1820 г. можно полюбоваться великолепным видом города. Во время краткого периода христианизации иезуиты построили в Маргао в 1564 г. церковь, которую через 10 лет разрушили мусульмане. Но в период с 1645 г. по 1675 г. на её месте была сооружена церковь Святого Духа. Это одна из самых величественных церквей Гоа. Перед ней разбит прямоугольный сквер с манговыми деревьями. В Маргао, в последнее воскресенье мая, отмечается День Святого Духа. Местные жители в этот день покупают сушёную рыбу, креветки и лук на ярмарке.
Ценность для истории Маргао представляют пещеры Пандава, находящиеся в Агуем Алто, неподалёку от часовни Святого Себастьяна. Таинственные пещеры, с которыми связаны различные мистические истории, высечены в скале в V—VI веках нашей эры. Существует версия, что эти пещеры — творение рук буддийских монахов. В пещерах пять «залов», расписанных фресками, в некоторых из них встречаются надписи VII-го века. Пещеры расположены в 100 метрах от храма Шри Рудрешвар, а водопад у города Арвалем — это одна из самых красивых достопримечательностей этих мест.
Южнее Маргао, на самом юге штата, прекрасно сохранились индуистские храмы, посвященные главным богам индуистского пантеона: Богу Шиве, Ганеши и богине-матери Дурге, которые очень почитаемы местными жителями.

## География
До Маргао можно добраться поездом из Бомбея и Бангалора. В Маргао расположен главный гоанский вокзал (в расписаниях поездов называется Мадгаон — Madgaon), куда приходят поезда из Дели и других районов страны.

## Демография
Мужчины составляют 51 % населения города и 49 % — женщины. Маргао имеет средний уровень грамотности — 76 % — выше, чем в среднем на 59,5 %: мужской грамотности составляет 79 %, а распространение грамотности среди женщин составляет 73 %. В Маргао 11 % населения в возрасте до 6 лет.

## Климат
Летом температура воздуха достигает 40 °C , зимой в среднем держится между 20°С — 32 °C. Период муссонов — с июля до сентября, характеризуется сильными ливнями и ветрами.